# Jack Lemmon

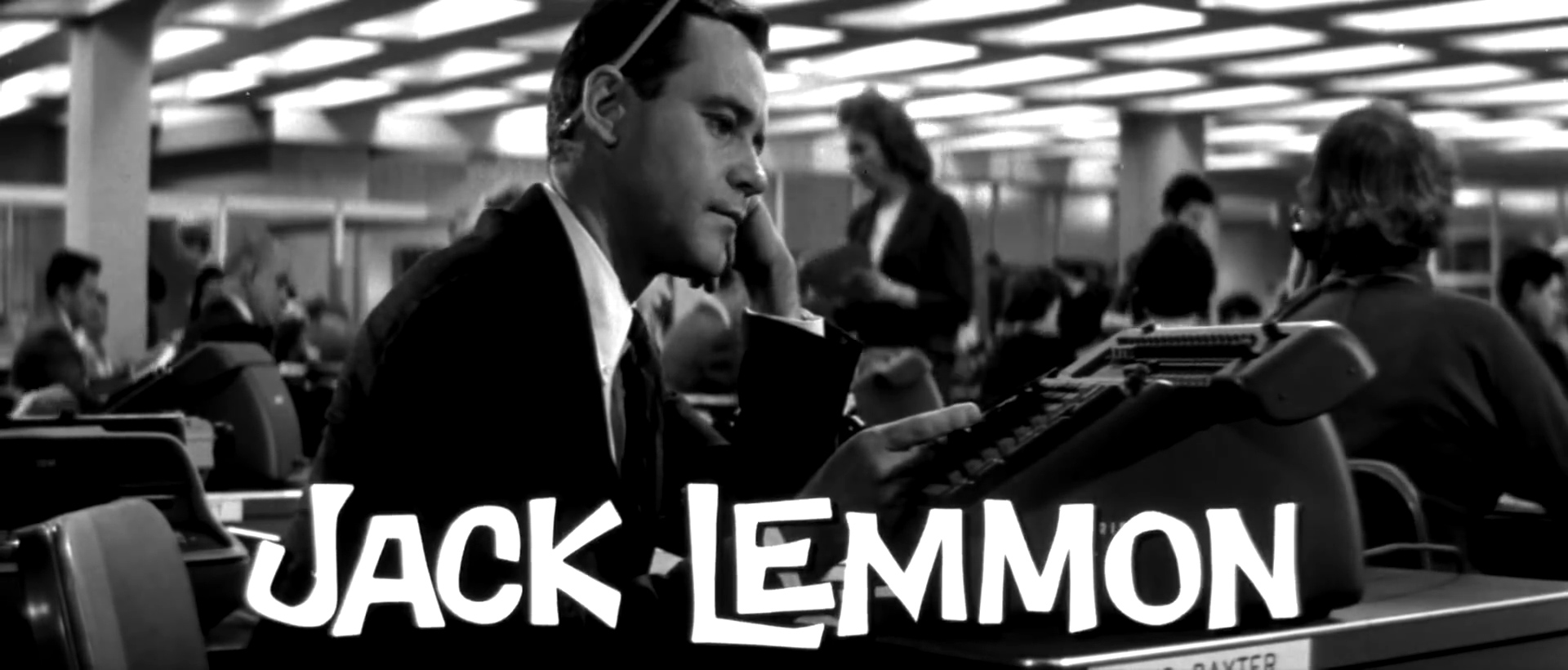
Jack Lemmon in de film The Apartment (1960)

John Uhler Lemmon III (Newton (Massachusetts), 8 februari 1925 – Los Angeles, 27 juni 2001) was een Amerikaans filmacteur. Hij is vooral bekend geworden door zijn rollen in komedies van Billy Wilder, waaronder Some Like It Hot, The Apartment en Irma La Douce. Ook werkte hij vaak samen met Walter Matthau, waarvan The Odd Couple en Grumpy Old Men de bekendste films zijn.

## Biografie
Jack Lemmon volgde voortgezet onderwijs aan de Phillips Academy in Andover, Massachusetts. Vervolgens ging hij naar Harvard, waar hij voorzitter werd van de Hasty Pudding Club, de beroemde acteerclub van de universiteit. Na te hebben gewerkt bij de marine, ging hij acteren bij radio, de vroege televisie en op Broadway. Hij speelde op tv in drama's en sitcoms, waaronder twee series met zijn toenmalige vrouw, Cynthia Stone.
In 1953 was hij zeer succesvol op Broadway met Room Service, waarna hij naar Hollywood ging. Hij tekende een contract bij Columbia Pictures. Zijn eerste grote rol was in It Should Happen to You, tegenover Judy Holliday, in 1954. De daaropvolgende films waren allemaal komedies.

Hij werd in 1955 uitgeleend aan Warner Bros., waar hij in zijn vierde film speelde, Mister Roberts. Hij speelde tegenover gevestigde acteurs Henry Fonda, William Powell en James Cagney en wist de critici te overtuigen. Een jaar na zijn filmdebuut kreeg hij de Oscar voor beste mannelijke bijrol.
Met Billy Wilder maakte hij in 1959 Some Like It Hot. Voor deze komedieklassieker met ook Tony Curtis en Marilyn Monroe kreeg Lemmon een Oscarnominatie voor beste acteur. Het jaar daarop kreeg hij weer een nominatie voor de hoofdrol in een andere klassieker van Wilder, The Apartment.
In 1962 wilde Lemmon zich ook bewijzen als serieus acteur, en speelde hij een alcoholist in Days of Wine and Roses van Blake Edwards. Ook voor deze rol kreeg hij een Oscarnominatie. Het jaar daarop speelde hij opnieuw in een film van Wilder, Irma la Douce. In deze film zat ook Shirley MacLaine, die ook in The Apartment speelde. Het was een van de grootste commerciële successen voor het trio.
Toen Wilder hem in 1966 tegenover Walter Matthau zette in The Fortune Cookie bleek dat een gouden zet. De twee zouden vaker samen in films verschijnen. Hun grootste succes was The Odd Couple uit 1968, naar een stuk van Neil Simon.
In 1973 kreeg Lemmon eindelijk de Oscar voor beste acteur voor een serieuze rol. Alhoewel Save the Tiger geen groot succes was, bezorgde het wel Lemmon de prijs waar hij meerdere malen voor genomineerd was. In 1979 kreeg hij de prijs voor beste acteur op het filmfestival van Cannes en een Oscarnominatie voor zijn rol in The China Syndrome.
Voor Tribute kreeg Lemmon een Tony Award. Deze rol zou hij in 1980 nog eens overdoen voor de filmbewerking van het stuk, en hij kreeg weer een Oscarnominatie, evenals voor Missing uit 1982. In 1986 keerde hij terug naar Broadway, voor Eugene O'Neills Long Day's Journey Into Night.
In de jaren negentig had hij nog steeds succes met rollen in films als Glengarry Glen Ross en Short Cuts. In Grumpy Old Men uit 1993 werd hij weer herenigd met Walter Matthau. De film was een groot succes, en er kwam zelfs een vervolg uit in 1995. Ook kwam er in 1998 een vervolg op The Odd Couple uit. In 1997 kreeg hij een Golden Globenominatie voor de televisiebewerking van 12 Angry Men.
Jack Lemmon stierf op 76-jarige leeftijd aan blaaskanker, één jaar nadat Walter Matthau was overleden. Beiden zijn op dezelfde begraafplaats begraven. Lemmon, in 1956 gescheiden en sinds 1962 hertrouwd met Felicia Farr, liet twee kinderen achter. Zijn zoon Chris Lemmon uit zijn eerste huwelijk is televisieacteur, eveneens als zijn kleindochter Sydney Lemmon.

## Filmografie
- Suspense (televisieserie) - Rol onbekend (afl. The Gray Helmet, 1949)
- Studio One (televisieserie) - Rol onbekend (afl. June Moon, 1949)
- The Lady Takes a Sailor (1949) - Schilder aan het eind van de film (niet op aftiteling)
- That Wonderful Guy (televisieserie) - Harold (1949-1950)
- Studio One (televisieserie) - Rol onbekend (afl. The Wisdom Tooth, 1950)
- Pulitzer Prize Playhouse (televisieserie) - Rol onbekend (afl. The Happy Journey, 1951)
- The Web (televisieserie) - Rol onbekend (afl. Cops Must Be Tough, 1951)
- Danger (televisieserie) - Rol onbekend (afl. Sparrow Cop, 1951)
- The Frances Langford-Don Ameche Show (televisieserie) - Nieuwgetrouwde (1951-1952, 'Couple Next Door'-sketches)
- Heaven for Betsy (televisieserie) - Pete Bell (1952)
- Kraft Television Theatre (televisieserie) - Rol onbekend (afl. Whistling in the Dark, 1949, The Fortune Hunter, 1951, The Easy Mark, 1951|Duet, 1953|Snooksie, 1953)
- Robert Montgomery Presents (televisieserie) - Rol onbekend (afl. Mr. Dobie Takes a Powder, 1952, Dinah, Kip, and Mr. Barlow, 1953)
- Armstrong Circle Theatre (televisieserie) - Rol onbekend (afl. Last Chance, 1951, The Checkerboard Heart, 1953)
- Lux Video Theatre (televisieserie) - Alfred Fishkettle (afl. The Ascent of Alfred Fishkettle, 1953)
- Medallion Theatre (televisieserie) - Rol onbekend (afl. The Grand Cross of the Crescent, 1953)
- Campbell Playhouse (televisieserie) - Rol onbekend (afl. One Swell Guy, 1953)
- The Road of Life (televisieserie) - Chirurg (1954)
- It Should Happen to You (1954) - Pete Sheppard
- The Ford Television Theatre (televisieserie) - Barney Evans (afl. Marriageable Male, 1954)
- Phffft (1954) - Robert Tracey
- Three for the Show (1955) - Marty Stewart
- Mister Roberts (1955) - Ens. Frank Thurlowe Pulver
- My Sister Eileen (1955) - Robert 'Bob' Baker
- Ford Star Jubilee (televisieserie) - John Wilkes Booth (afl. The Day Lincoln Was Shot, 1956)
- You Can't Run Away From It (1956) - Peter Warne
- Zane Grey Theater (televisieserie) - Cass Kendall (afl. Three Graves, 1957)
- Alcoa Theatre (televisieserie) - Edward King (afl. Souvenir, 1957)
- Goodyear Theatre (televisieserie) - Charles Dickens (afl. Lost and Found, 1957)
- Fire Down Below (1957) - Tony
- Operation Mad Ball (1957) - Pvt. Hogan
- Playhouse 90 (televisieserie) - Dr. Billy Palmer (afl. The Mystery of Thirteen, 1957)
- Goodyear Theatre (televisieserie) - Dr. Cameron (afl. Voices in the Fog, 1957)
- Alcoa Theatre (televisieserie) - Lieutenant Tony Crawford (afl. The Days of November, 1958)
- Goodyear Theatre (televisieserie) - Rol onbekend (afl. The Victim, 1958)
- Alcoa Theatre (televisieserie) - Wally Mall (afl. Loudmouth, 1958)
- Cowboy (1958) - Frank Harris
- Alcoa Theatre (televisieserie) - Steve Tyler (afl. Most Likely to Succeed, 1958)
- Goodyear Theatre (televisieserie) - Henry Cole (afl. Disappearance, 1958)
- Bell, Book and Candle (1958) - Nick Holroyd
- Playhouse 90 (televisieserie) - David Poole (afl. Face of a Hero, 1959)
- Some Like It Hot (1959) - Jerry - 'Daphne'
- Frontier Justice (televisieserie) - Cass Kendall (afl. The Three Graves, 1959)
- It Happened to Jane (1959) - George Denham
- The Apartment (1960) - C.C. 'Bud' Baxter
- Le voyage en ballon (1960) - Verteller (stem)
- The Wackiest Ship in the Army (1960) - Lt. Rip Crandall
- The Notorious Landlady (1962) - William Gridley
- Days of Wine and Roses (1962) - Joe Clay
- The Dick Powell Show (televisieserie) - Gastpresentator (afl. The Judge, 1963)
- Irma la Douce (1963) - Nestor Patou/Lord X
- Under the Yum Yum Tree (1963) - Mr. Hogan
- Good Neighbor Sam (1964) - Sam Bissel
- How to Murder Your Wife (1965) - Stanley Ford
- The Great Race (1965) - Professor Fate/Prince Hapnik
- The Fortune Cookie (1966) - Harry Hinkle
- Luv (1967) - Rol onbekend
- There Comes a Day (1968) - Rol onbekend
- The Odd Couple (1968) - Felix Ungar
- The April Fools (1969) - Howard Brubaker
- The Out of Towners (1970) - George Kellerman
- Kotch (1971) - Slapende buspassagier (niet op aftiteling)
- The War Between Men and Women (1972) - Peter Edward Wilson
- Avanti! (1972) - Wendell Armbruster, Jr.
- Save the Tiger (1973) - Harry Stoner
- Get Happy (televisiefilm, 1973) - Presentator
- La polizia ha le mani legate (1974) - Verteller (stem)
- Wednesday (1974) - Jerry Murphy
- The Front Page (1974) - Hildebrand 'Hildy' Johnson
- The Prisoner of Second Avenue (1975) - Mel Edison
- Celebration: The American Spirit (televisiefilm, 1976) - Rol onbekend
- The Entertainer (televisiefilm, 1976) - Archie Rice
- Alex & the Gypsy (1976) - Alexander Main
- Airport '77 (1977) - Capt. Don Gallagher
- The China Syndrome (1979) - Jack Godell
- Tribute (1980) - Scottie Templeton
- Musical Comedy Tonight II (televisiefilm, 1981) - Rol onbekend
- Buddy Buddy (1981) - Victor Clooney
- Missing (1982) - Ed Horman
- Stars Over Texas (televisiefilm, 1982) - Rol onbekend
- Mass Appeal (1984) - Father Tim Farley
- Maccheroni (1985) - Robert Traven
- That's Life! (1986) - Harvey Fairchild
- Parkinson One to One (televisieserie) - Rol onbekend (afl. 1.1, 1987)
- Long Day's Journey Into Night (televisiefilm, 1987) - James Tyrone, Sr.
- Parkinson One to One (televisieserie) - Rol onbekend (Episode 1.8, 1987)
- The Murder of Mary Phagan (televisiefilm, 1988) - Gov. John Slaton
- Dad (1989) - Jake Tremont
- JFK (1991) - Jack Martin
- For Richer, for Poorer (televisiefilm, 1992) - Aram Katourian
- Glengarry Glen Ross (1992) - Shelley Levene
- Short Cuts (1993) - Paul Finnigan
- A Life in the Theater (televisiefilm, 1993) - Robert
- Grumpy Old Men (1993) - John Gustafson
- The Grass Harp (1995) - Dr. Morris Ritz
- Grumpier Old Men (1995) - John Gustafson
- Getting Away with Murder (1996) - Max Mueller/Karl Luger
- A Weekend in the Country (televisiefilm, 1996) - Bud Bailey
- My Fellow Americans (1996) - President Russell P. Kramer
- Hamlet (1996) - Marcellus
- The Simpsons (televisieserie) - Frank Ormand (afl. The Twisted World of Marge Simpson, 1997, stem)
- Out to Sea (1997) - Herb Sullivan
- 12 Angry Men (televisiefilm, 1997) - Juror #8
- The Long Way Home (televisiefilm, 1998) - Thomas Gerrin
- Puppies for Sale (1998) - Eigenaar dierenwinkel
- The Odd Couple II (1998) - Felix Ungar
- Inherit the Wind (televisiefilm, 1999) - Henry Drummond
- Tuesdays with Morrie (televisiefilm, 1999) - Morrie Schwartz
- Chicken Soup for the Soul (televisieserie) - Rol onbekend (afl. onbekend, 1999-2000)
- The Legend of Bagger Vance (2000) - Verteller/Old Hardy Greaves (niet op aftiteling)